# Arjun Kumar
Arjun Kumar (* 1. Juli 1993) ist ein indischer Leichtathlet, der sich auf den Diskuswurf spezialisiert hat.

## Sportliche Laufbahn
Erste internationale Erfahrungen sammelte Arjun Kumar im Jahr 2009, als er bei den Jugendasienspielen in Singapur mit einer Weite von 58,72 m mit dem 1,5-kg-Diskus die Goldmedaille gewann und sich damit für die Olympischen Jugendspiele ebendort im Jahr darauf qualifizierte, bei denen er dann mit 62,52 m die Silbermedaille gewann. 2012 gewann er bei den Juniorenasienmeisterschaften in Colombo mit 56,61 m mit dem U20-Diskus die Silbermedaille und erreichte anschließend bei den Juniorenweltmeisterschaften in Barcelona mit 54,56 m Rang elf. Im Jahr darauf belegte er bei den Asienmeisterschaften im heimischen Pune mit 52,90 m den elften Platz und nahm daraufhin an der Sommer-Universiade in Kasan teil, bei der er mit 52,88 m in der Qualifikation ausschied. 2015 wurde er bei den Asienmeisterschaften in Wuhan mit 55,47 m Achter und im Jahr darauf siegte er bei den Südasienspielen in Guwahati mit einer Weite von 57,21 m. Kurz darauf wurde er positiv auf eine verbotene Substanz getestet und daraufhin gesperrt.
2013 wurde Kumar indischer Meister im Diskuswurf.